# ハガイ・シャハム
ハガイ・シャハム（Hagai Shaham, ヘブライ語: חַגַּי שחם‎‎ Ḥaggay Šaḥam, 1966年7月8日 – ）は、イスラエルのヴァイオリニスト。
ハイファの生まれ。6歳でヴァイオリンをはじめ、イロナ・フェヘールに指導を受けた。またエリシャ・コーガン、エマニュエル・ボローク（Emanuel Borok）、アーノルド・スタインハートの各氏の薫陶を受けた。1985年にはカーネギー・ホールのアイザック・スターンの65歳祝賀コンサートに招待されて演奏を披露している。1990年にアルノン・エレズ（Arnon Erez）とともにミュンヘン国際音楽コンクールのヴァイオリンとピアノの二重奏部門に出場して優勝している。そのほかにも、イローナ・ハウザー・コンクールやイスラエル放送協会主催のコンクールなどで優勝している。室内楽だけでなく、オーケストラとの共演も多く、イギリス室内管弦楽団、ロイヤル・リヴァプール・フィルハーモニー管弦楽団、スロヴァキア・フィルハーモニー管弦楽団やシンガポール交響楽団などの演奏会に出演している。2006年には、イスラエル・フィルハーモニー管弦楽団の創立70周年記念コンサートに招かれた。